# ترالوكينوماب
ترالوكينوماب (Tralokinumab)، الذي يباع تحت الإسمن التجاريين أترالزا (Adtralza)وأدبري (Adbry)، هو دواء يستخدم لعلاج التهاب الجلد التأتبي.  على وجه التحديد للأمراض المتوسطة إلى الشديدة التي لا يمكن السيطرة عليها بالأدوية المطبقة على الجلد.   و يؤخذ عن طريق الحقن تحت الجلد . 
تشمل الآثار الجانبية الشائعة لهذا العقار على: التهابات الجهاز التنفسي العلوي مثل نزلات البرد الشائعة، و ردود الفعل في موقع الحقن، و ألم العين و احمرارها.  قد تشمل الآثار الجانبية الأخرى الحساسية المفرطة و الوذمة الوعائية.  في حين لا يوجد دليل على وجود ضرر أثناء فترة الحمل، إلا أن مثل هذا الاستخدام لم تتم دراسته جيدًا.  إنه جسم مضاد وحيد النسيلة يعمل على تثبيط نشاط السيتوكين إنترلوكين 13.  
تمت الموافقة عليه عقار للاستعمال طبيًا في أوروبا و الولايات المتحدة و المملكة المتحدة في عام 2021.    في المملكة المتحدة، يكلف 600 مجم من هذا الدواء هيئة الخدمات الصحية الوطنية حوالي 1070 جنيهًا إسترلينيًا اعتبارًا من عام 2022.  و يكلف هذا المقدار في الولايات المتحدة حوالي 3300 دولار أمريكي. 